# リアム・スクワイア
リアム・スクワイア（Liam Squire、1991年3月20日 - ）は、スーパーラグビー・アオテアロアのハイランダーズに所属するラグビーユニオン選手。

## プロフィール
- ニュージーランド・パーマストンノース出身。
- ポジションはフランカー(FL)。
- 身長 196cm、体重 113kg
- ニュージーランド代表キャップは24（2020年2月現在）。
- マオリ・オールブラックスに選ばれたことがある[1]。

## 略歴
パーマストンノースボーイズ高校卒業後、タスマン、チーフス、ハイランダーズを経て、2019年、NTTドコモレッドハリケーンズに加入。
2020年1月12日にジャパンラグビートップリーグ第1節三菱重工相模原ダイナボアーズ戦に先発出場で日本での公式戦初出場を果たす。同年9月、NTTドコモレッドハリケーンズを退団した。